# Malmö Chokladfabrik
Malmö Chokladfabrik är en svensk chokladtillverkare grundad 2004. Tidigare tillverkade företaget choklad i gamla Mazettihuset, men 2014 flyttades verksamheten till modernare lokaler och 2021 till en ny fabrik i Kristineberg/Oxie. Arvet från Mazettieran lever vidare i enskilda recept, exempelvis chokladkakan Malmö Master Blend.
Malmö Chokladfabrik gör choklad utan allergener som soja, nötter, gluten, även om mjölkchokladen innehåller mjölk och laktos. 
I december 2022 fick företaget som första svenska chokladtillverkare[källa behövs] leverera choklad till Nobelfesten där konditorn Annie Hesselstad ansvarade för desserten. Detta upprepades också 2023.
I Juni 2023 öppnade Malmö Chokladfabrik en butik på Hamngatan 2 i centrala Malmö.

## Utmärkelser
2016 fick företaget flera internationella utmärkelser för sin choklad, bland annat sju medaljer i International Chocolate Awards Scandinavian Competition, 2 medaljer av Academy of Chocolate, 2 medaljer i International Chocolate Awards European Semi Finals och de tilldelades också 9 utmärkelser i brittiska Great Taste Awards. i VM-finalen tilldelades företaget ett VM-silver och ett VM-brons.  Även 2017 vann Malmö Chokladfabrik en mängd internationella utmärkelser, t.ex. fick man sex priser av brittiska Great Taste Awards. 2023 utsågs företaget till Årets Malmöföretag. 2023 fick samtliga sju kakor i företagets nya serie Craft & Curiosity priser av Academy of Chocolate.
Även Malmö Chokladfabriks design har uppmärksammats på senare år. Pentaward gav Malmö Chokladfabrik (och deras designbyrå Pond Design) guld i klassen "Mat - konfektyr och godis" 2018 och samma design prisades också med guld av den svenska motsvarigheten, Svenska Designpriset (det också 2018). En annan produkt nominerades till samma pris 2017  och uppmärksammades också  internationellt (utsågs till ”Best of the week” av välrenommerade designsajten Dieline